# Марк Тернбулл
Марк Тернбулл (англ. Mark Turnbull, 11 жовтня 1973) — австралійський яхтсмен.
Олімпійський чемпіон 2000 року в класі 470.